# Haldarsvík község
Haldarsvík község (feröeriül: Haldarsvíkar kommuna) egy megszűnt község Feröeren. Streymoy északkeleti részén feküdt.

## Történelem
A község 1944-ben jött létre Haldarsvík és Saksun egyházközség szétválásával.
2005. január 1-jétől Sundini község része lett.

## Önkormányzat és közigazgatás

### Települések
| Település   | Mióta a község része | Előző község                      | Meddig a község része | Következő község | Megjegyzés |
| ----------- | -------------------- | --------------------------------- | --------------------- | ---------------- | ---------- |
| Haldarsvík  | 1944                 | Haldarsvík és Saksun egyházközség | 2004. december 31.    | Sundini község   |            |
| Langasandur | 1944                 | Haldarsvík és Saksun egyházközség | 2004. december 31.    | Sundini község   |            |
| Tjørnuvík   | 1944                 | Haldarsvík és Saksun egyházközség | 2004. december 31.    | Sundini község   |            |

## Népesség
| Év              | Lakosság |
| --------------- | -------- |
| 1986. január 1. | 302      |
| 1991. január 1. | 301      |
| 1996. január 1. | 279      |
| 2001. január 1. | 258      |